# Île West York
Pour les articles homonymes, voir West York.
Île West York (en tagalog: Likas, en chinois simplifié : 西月岛; en chinois traditionnel : 西月島 en pinyin: Xīyuè Dǎo; en vietnamien: Đảo Dừa) est une île habitée de l'archipel de Spratleys, dont elle est la troisième île la plus étendue, avec 18,6 hectares. Elle est occupée par les Philippines et revendiquée par la république populaire de Chine, la république de Chine et le Viêt Nam.